# Гаево (Калининградская область)
Гаево — посёлок в Гурьевском городском округе Калининградской области. До 2014 года входило в состав Храбровского сельского поселения.

## История
Поселение Кропино было основано около 1405 года, с течением времени название трансформиловалось в Кропинс.
В 1880 году в Кропинсе родился и провел юные годы известный литовский художник Пранас Домшайтис (1880—1965).
В 1946 году Кропинс был переименован в поселок Гаево.

## Знаменитые люди
Домшайтис Пранас (15 августа 1880 года — 14 ноября 1965 года) — Прусско-литовский художник-экспрессионист.

## Население
| 2002 | 2010 |
| ---- | ---- |
| 65   | ↘57  |

В 1910 году население Кропинса составляло 173 жителя, в 1933 году — 557 жителей, в 1939 году — 538 жителей.